# Castrato (gastronomia)
Il castrato, in gastronomia, è un taglio di carne ottenuto dalla pecora di età superiore ai sei mesi e inferiore ai due anni sottoposta a castrazione se maschio, o che non abbia partorito se femmina. In alcune zone si effettua la castrazione precoce, ad esempio per ottenere il castrato di agnello del Centro Italia.
Viene macellato in primavera o in autunno. Il sapore è molto forte e sapido, l'odore pronunciato.
Nella cucina abruzzese tale tipo di carne è molto utilizzato sia per la preparazione degli arrosticini (rustell in dialetto), spiedini di castrato cucinati tradizionalmente alla brace, sia per le bistecche di castrato arrosto.
Questa carne è molto apprezzata anche nella cucina altoatesina e in quella tirolese, in cui viene preparata generalmente in umido, stufata o impiegata in ricette tipiche, quali il gröstl.